# Jenő Jandó
Jenő Jandó (Pécs, 1 de febrero de 1952-Budapest, 4 de julio de 2023) fue un pianista húngaro y profesor en la Academia de Música Franz Liszt en Budapest.

## Biografía
Estudió en la mencionada Academia y ganó durante su juventud numerosos premios.
Ha grabado más de sesenta álbumes con música de Bach, Beethoven, Liszt, Schumann, Schubert, Brahms, Haydn, Bartók, Chopin entre otros. Ha grabado exclusivamente para la firma Naxos Records.